# جرج برانس
جرج برانس (انگلیسی: George Bruns؛ ‏ ۳ ژوئیهٔ ۱۹۱۴ – ۲۳ مهٔ ۱۹۸۳) موسیقی‌دان، آهنگساز و رهبر ارکستر اهل ایالات متحده آمریکا بود.
او در ساخت موسیقی برای بسیاری از تولیدات شرکت والت دیزنی مشارکت داشت و ۴ مرتبه نامزد دریافت جایزه اسکار شده بود.
از فیلم‌ها یا مجموعه‌های تلویزیونی که وی در آن‌ها نقش داشته‌است، می‌توان به دیوی کراکت اشاره نمود.